# Hamadán
Hamadán Hamadān, (perzsául همدان ) város Hamadán tartományban, Iránban.

## Fekvése
Teherántól 390 kilométerre, a Zagrosz hegységben, az Alvand-hegység lábánál fekvő település.

## Története

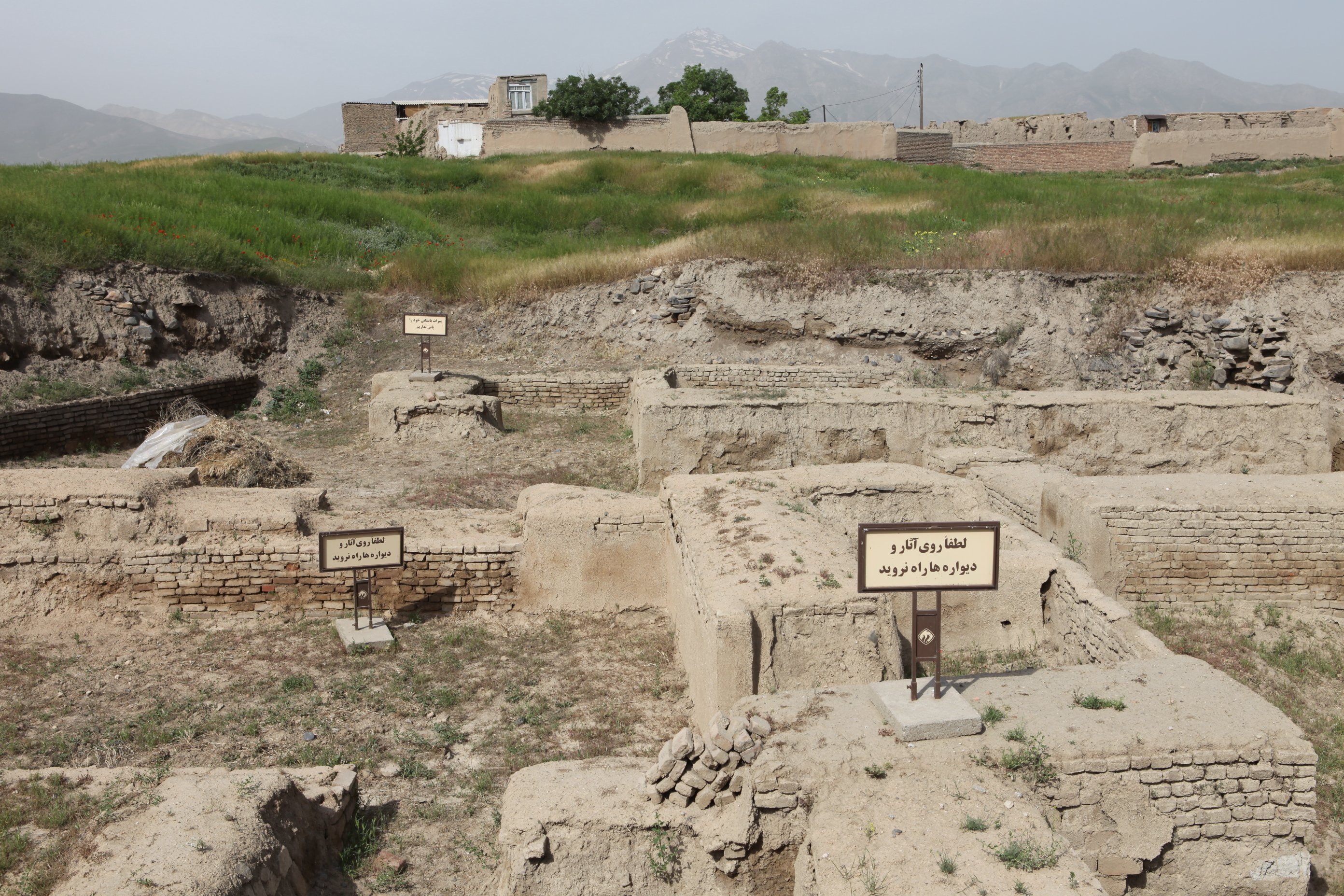
Ekbatana romjai

Hamadán közelében állt az ókorban Ekbatana, a Méd Birodalom első fővárosa. Története az asszírok és médek idejébe nyúlik vissza. Daiakku alapította. Erős várát nagy pompájúnak írták le, melynek falai arany- és ezüstlemezekkel borítottak voltak.
Az I. e. 7. században itt már jelentős erődrendszer állt. Ekbatanáról (i. e. 484–425) Hérodotosz is megemlékezett, hét, különböző színű téglából emelt körfaláról írt: "a legtágabb kör akkora, mint Athén kerülete" - írta.
I. e. 560-ban Kürosz hódította meg, és kitűnő adottságait felismerve az Akhaimenidák nyári lakhelyévé tette. A vidék hűvös, forrásokban dús környéke miatt a régi perzsa és később a pártus királyok nyári székhelyül szolgált. A fennmaradt hagyományok szerint az Ószövetség Eszter könyvének  címszereplője, Eszter királyné, I. Xerxész felesége (i. e. 484–425) gyámapja, Mardokeus kíséretében férjével és a királyi udvartartással együtt itt töltötte a nyarakat.
Ekbatana városa a Bibliában is többször szerepel: Esdrás, Tóbiás és Judit könyve említi nevét.
Judit könyve Arfaxád perzsa király korabeli Ekbatanáját így írta le: "Abban az időben a médek fölött, Ekbatanában Arfaxád uralkodott s három könyök széles és hat könyök hosszú, faragott kőkockákból falat épített Ekbatana köré. A fal magassága 70 könyök volt, a szélessége 50 könyök. Kapui fölé 100 könyök magas, alapjánál 60 könyök széles bástyákat építtetett, s a kapuk 70 könyök magasra emelkedtek, szélességük pedig 40 könyök volt, ami lehetővé tette, hogy derékhada kitörjön és gyalogsága felvonuljon."

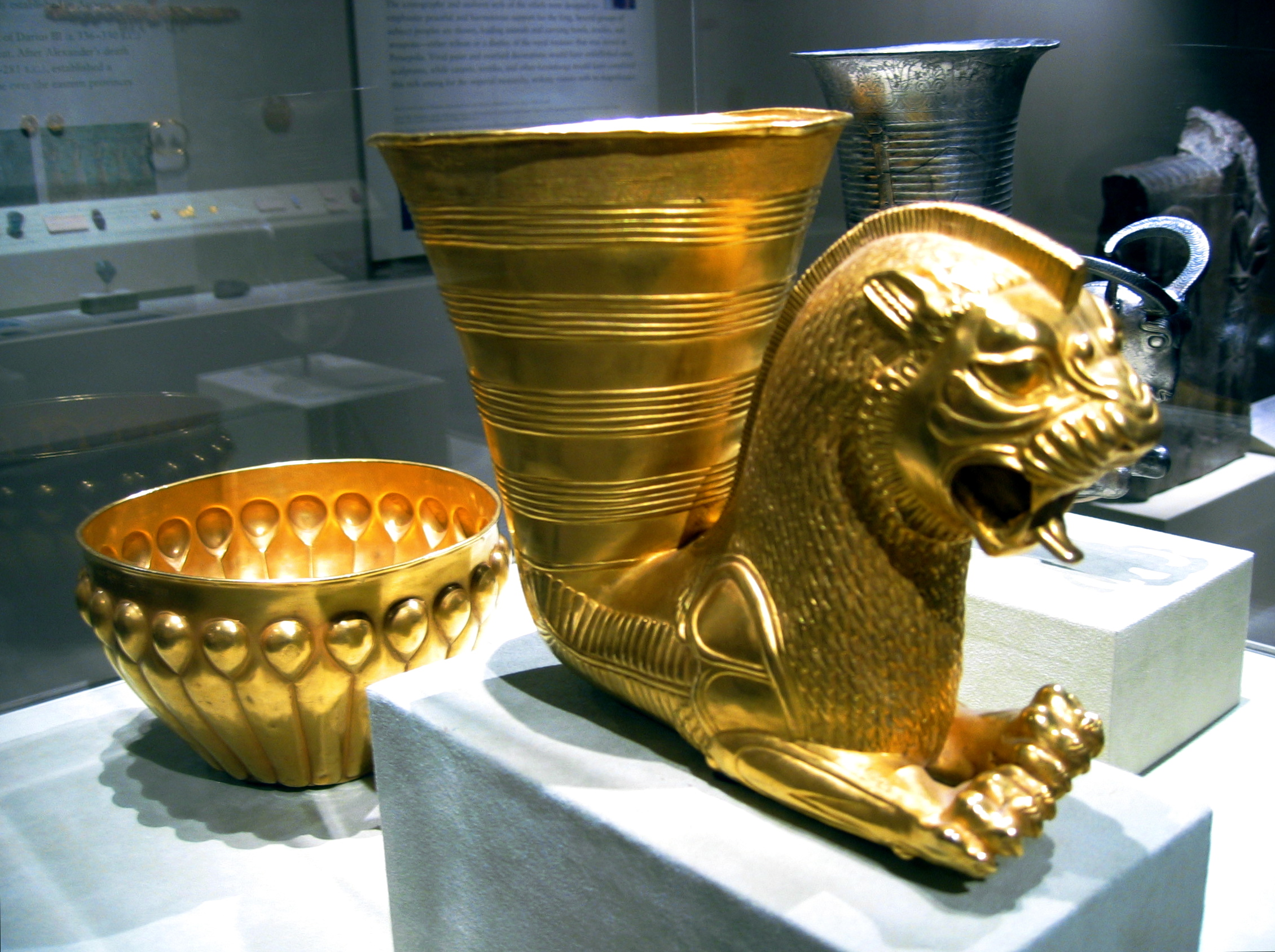
Arany ivóedény az Akhaimenidák korából

Az i. e. 64 körül élt görög neveltetésű és Pontosz-i születésű Sztrabón is többször is megemlékezett Ekbatanáról: "Média két részre oszlik; az egyiket Nagy-Médiának nevezik s ennek fővárosa Ekbatana, nagy város a Méd Birodalom királyi székhelyével.", majd egy fejezettel később írta: "Nagy-Média hajdan egész Ázsián uralkodott, miután megsemmisítette a syrek birodalmát. De még később is, midőn Kyros és a perzsák Astyagés alatt megdöntötték ezt a nagy hatalmat, sokat megtartott régi tekintélyéből és Ekbatana volt a perzsa királyok téli székhelye, úgyszintén a makedónoknak is, akik azok legyőzése óta hatalmukban tartják Syriát, a parthyaos királyoknak még ma is ugyanazt a hasznot és biztonságot nyújtja."

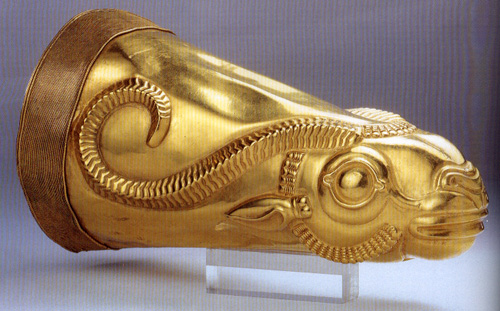

Az Óperzsa Birodalom hanyatlása után Ekbatana a jelentéktelenségbe süllyedt. I. sz. 644-ben az arabok kezébe került.
A 14. században a rövid szeldzsuk uralomnak véget vetett a mongol betörés.
Hamadán fontos, nagy forgalmú utak találkozásánál feküdt, kereskedői mindig ki tudták használni városuk adottságait.
A 16–18. században Perzsia volt a keleti szőnyegszövés központja. Hamadán városa ma is híres szőnyegszövőiről. A hamadáni szőnyeg eredeti, geometrikus formakincse napjainkra is átöröklődött. Általában két vagy nagyon kevés színt használnak szőnyegeik szövésénél.

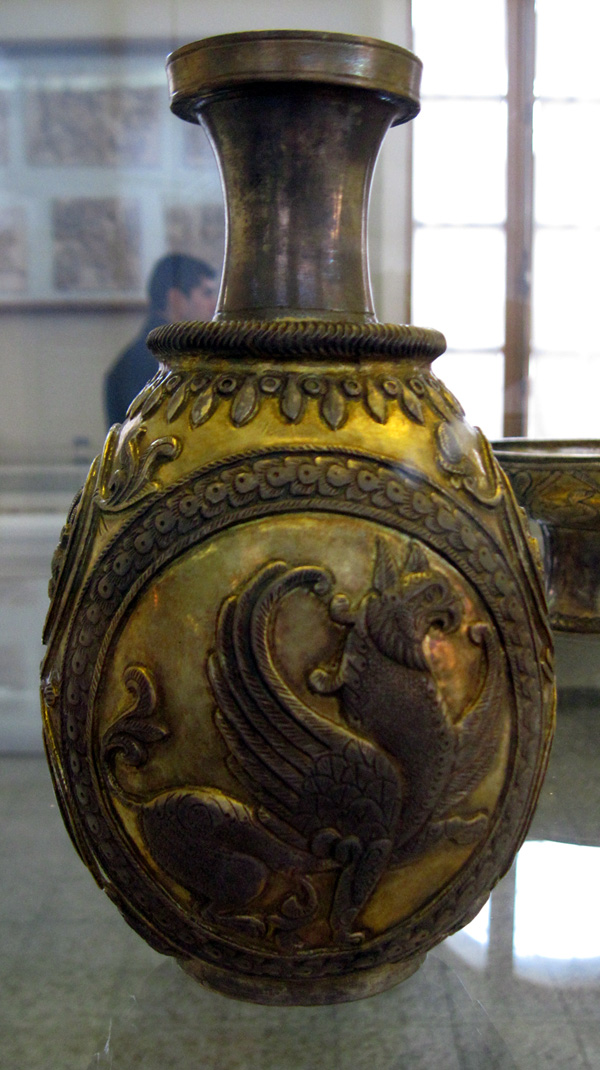
Váza a Szasszanidák korából

Az 1914 méter magasságban fekvő nagyváros, a mai Hamadán idegenforgalmát enyhe és kiegyensúlyozott éghajlatának, történelmi és műtörténeti szerepének köszönheti. Ekbatana-Hamadán ma is híres zsidó zarándokhely.
Az itt végzett ásatások alkalmával romjai között feliratot találtak, melyben II. Artakhsaszjá perzsa király oszlopcsarnok építésével dicsekedik, később pedig Marcel-Auguste Dieulafoy francia régész (1844–1920) is talált itt néhány perzsa feliratot.

## Nevezetességek

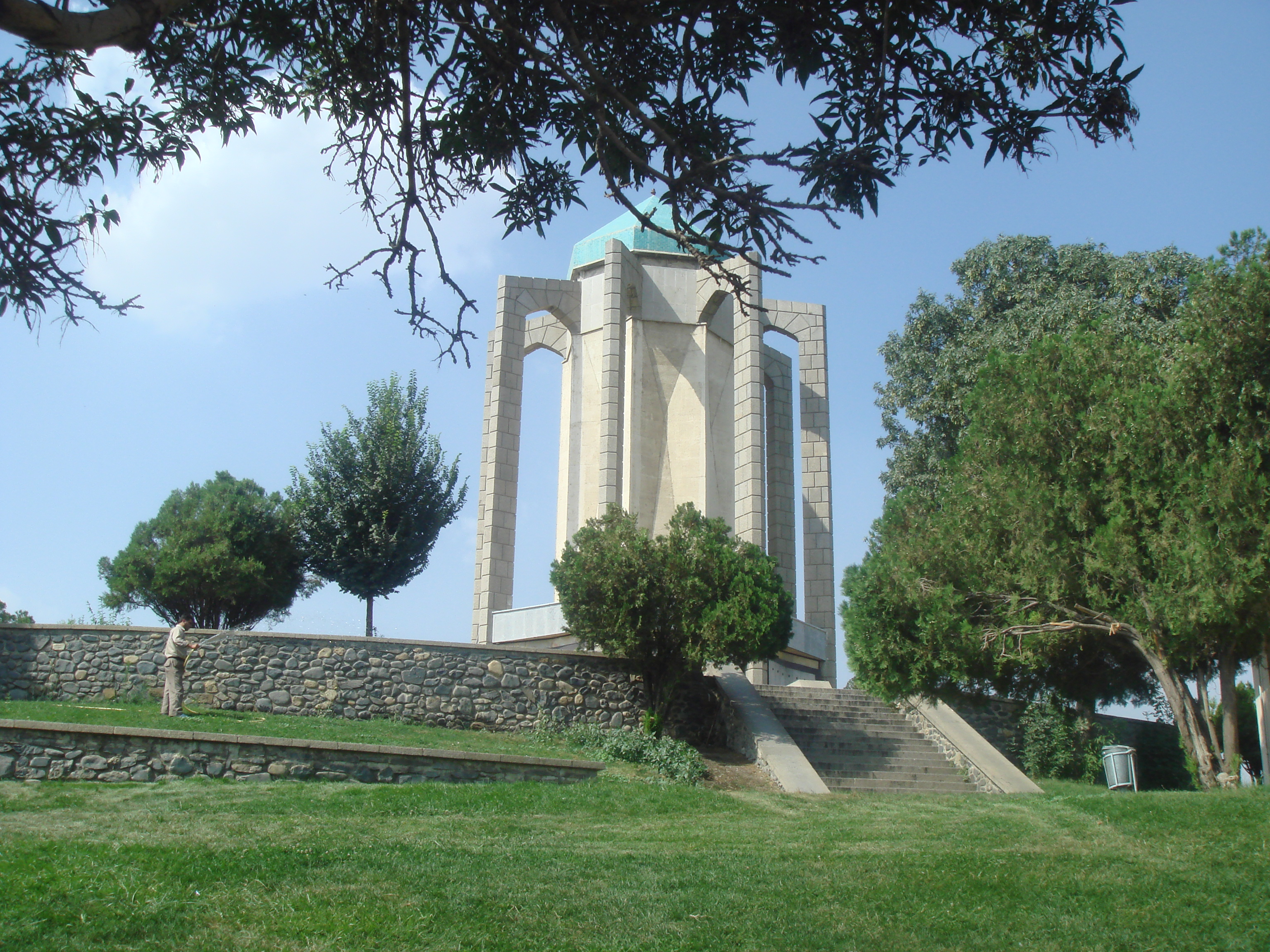
Baba Taher perzsa költő mauzóleuma

- Avicenna perzsa származású filozófus síremléke
- Eszter és Mardokeus mauzóleuma
- Baba Taher mauzóleuma
- Korban torony
- Kőoroszlán